# Réseau de bus Seine-et-Marne Express
Le réseau de bus Seine-et-Marne Express est un ancien réseau constitué d'un ensemble de lignes organisées par le conseil départemental de Seine-et-Marne et exploitées par différentes entreprises dont la plupart appartiennent au groupe Transdev.
Créé en 1991, il disparait progressivement avec l'ouverture à la concurrence des transports en commun francilien, les lignes de ce réseau sont progressivement réparties dans différents réseaux jusqu'en 2025.

## Histoire
Les lignes Seine-et-Marne Express ont été créées en 1991 par le Conseil général du département. En constante évolution depuis, elles tentent de s'adapter de mieux en mieux aux besoins en déplacements des Seine-et-Marnais. Elles ont pour but de concurrencer la voiture grâce à des temps de parcours proches mais aussi de faciliter encore plus les liaisons interdépartementales.
Les lignes Seine-et-Marne Express sont en correspondance avec quatre lignes du réseau express régional d'Île-de-France (A, B, D et E), avec deux lignes du réseau Transilien (P et R) et avec la ligne de métro automatique CDGVAL.

## Développement du réseau
À l'exception des lignes 16 et 67, les plus récentes du réseau, le nombre des liaisons assurées par les cars Seine-et-Marne Express a été multiplié par deux entre le 1er octobre 2006 et le 1er décembre 2006, grâce aux efforts conjugués du Département et du Syndicat des transports d'Île-de-France (STIF), à travers l'offre Mobilien Grande Couronne. Ce label, engagement du STIF, a permis l'augmentation des fréquences sur ces lignes. Ainsi depuis fin 2006, date de la création de ce label, la plupart des lignes bénéficient au minimum d'une navette toutes les demi-heures aux heures de pointe et toutes les heures aux heures creuses. En 2021, toutes les lignes du réseau sont sous le seul label « Express ».
Depuis le 1er septembre 2008, une nouvelle ligne complète le réseau, passant ainsi de 11 à 12 lignes : il s'agit de la ligne 67 qui relie la gare de La Ferté-sous-Jouarre à la gare Aéroport Charles-de-Gaulle 1 (Roissypole) (RER B). Elle dessert au passage la gare de Lizy-sur-Ourcq, ainsi que les communes d'Étrépilly, de Marcilly et de Saint-Soupplets.
Depuis le 31 août 2015, une nouvelle ligne directe, la ligne 2, relie de la gare de Meaux à la gare de Melun en 1 h 20 min au lieu de 2 h avec la ligne 18. La fréquence est d'un bus par heure de 5 h 40 à 21 h 20 du lundi au vendredi et toutes les deux heures de 6 h à 20 h 20 le samedi. Elle dessert au passage Nanteuil-lès-Meaux, Villages Nature Paris (depuis le 1er juillet 2017), la gare de Marles-en-Brie et Fontenay-Trésigny. Elle est exploitée par la société Viamomelun.

### Ouverture à la concurrence
À la suite de l'ouverture à la concurrence des transports en commun en Île-de-France, les lignes du réseau départemental ont peu à peu intégré les nouveaux réseaux soumis à la délégation de service public correspondante :
Depuis le 1er janvier 2021, Transdev AMV a perdu l'exploitation des lignes 18 et 19 qui ont été affectées respectivement à Transdev Marne et Morin et Transdev Trans Val de France (qui reprend aussi l'exploitation de la ligne 20). Les lignes restent intégrées au réseau de bus Seine-et-Marne Express.
La ligne 02 change d'exploitant le 28 mars 2022 ; elle est reprise par le groupe Transdev au lieu de ViaMo-Melun.
En outre, le 1er août 2022, Transdev Marne-et-Morin perd l'exploitation des lignes 02, 18, 20 et 69 qui sont intégrées au réseau de bus Meaux et Ourcq. À cette même date, Transdev Darche Gros perd l'exploitation des lignes 01, 17 et 67 qui sont intégrées au réseau de bus Brie et 2 Morin.
Le 1er janvier 2023, la ligne 16 est reprise par Keolis Portes et Val de Brie et intégrée au réseau de bus du Pays Briard.
Le 1er août 2023, la ligne 34 est intégrée au Réseau de bus Vallée du Loing - Nemours, la ligne 46 au réseau de bus du Pays de Montereau et les lignes 7, 47 et 50 au réseau de bus Provinois - Brie et Seine. La ligne 19 est désormais exploitée par Transdev STBC et reste l'unique ligne subsistante.
Le 1er août 2025 la ligne 19 est intégrée au réseau de bus Marne et Brie provoquant de fait la fin de Seine et Marne Express.

## Galerie de photographies

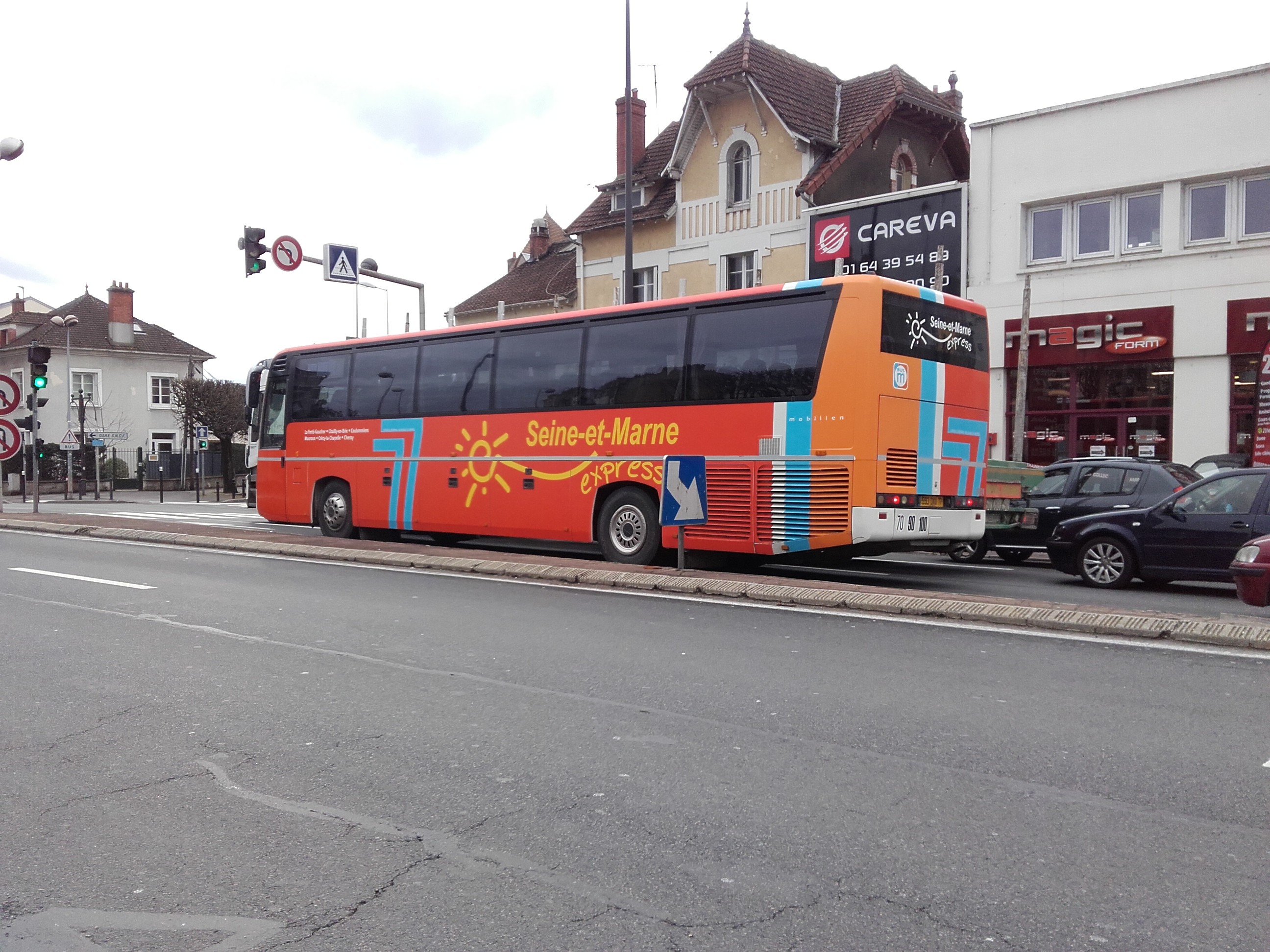
Irisbus-Renault Iliade de Transdev Darche Gros à Melun.
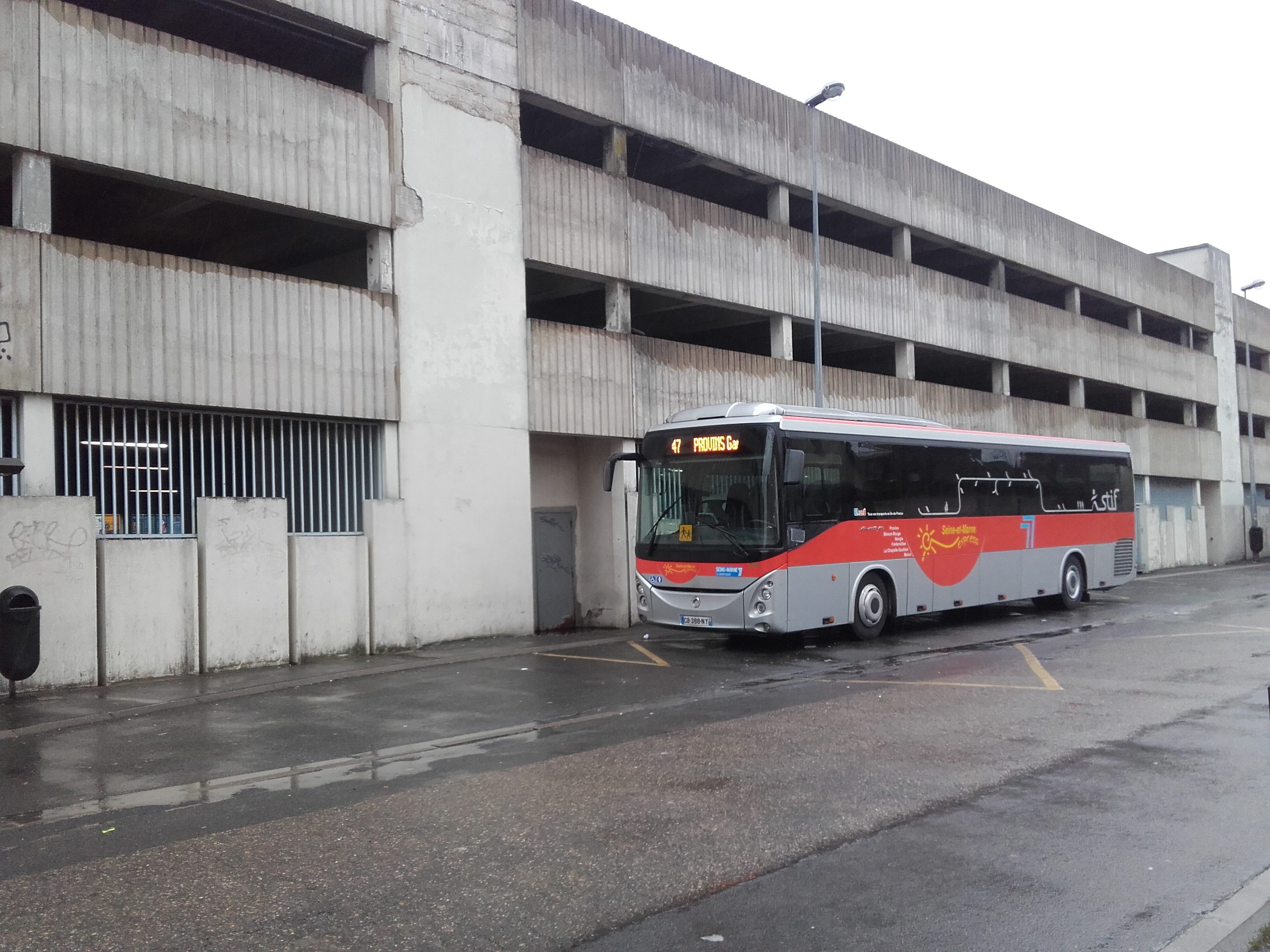
Irisbus-Iveco Evadys H de ProCars à Melun.
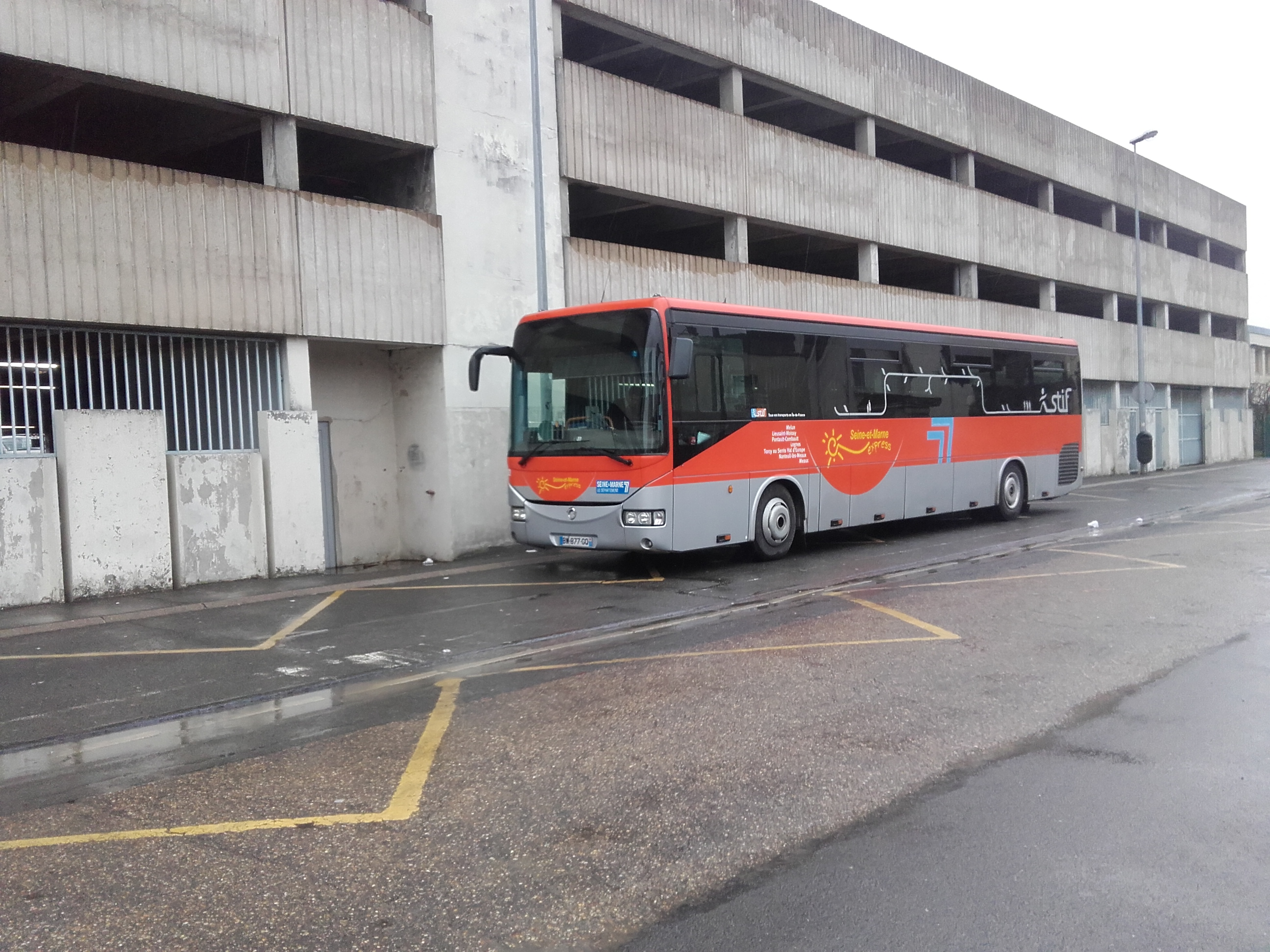
Irisbus-Iveco Crossway de Transdev AMV à Melun.
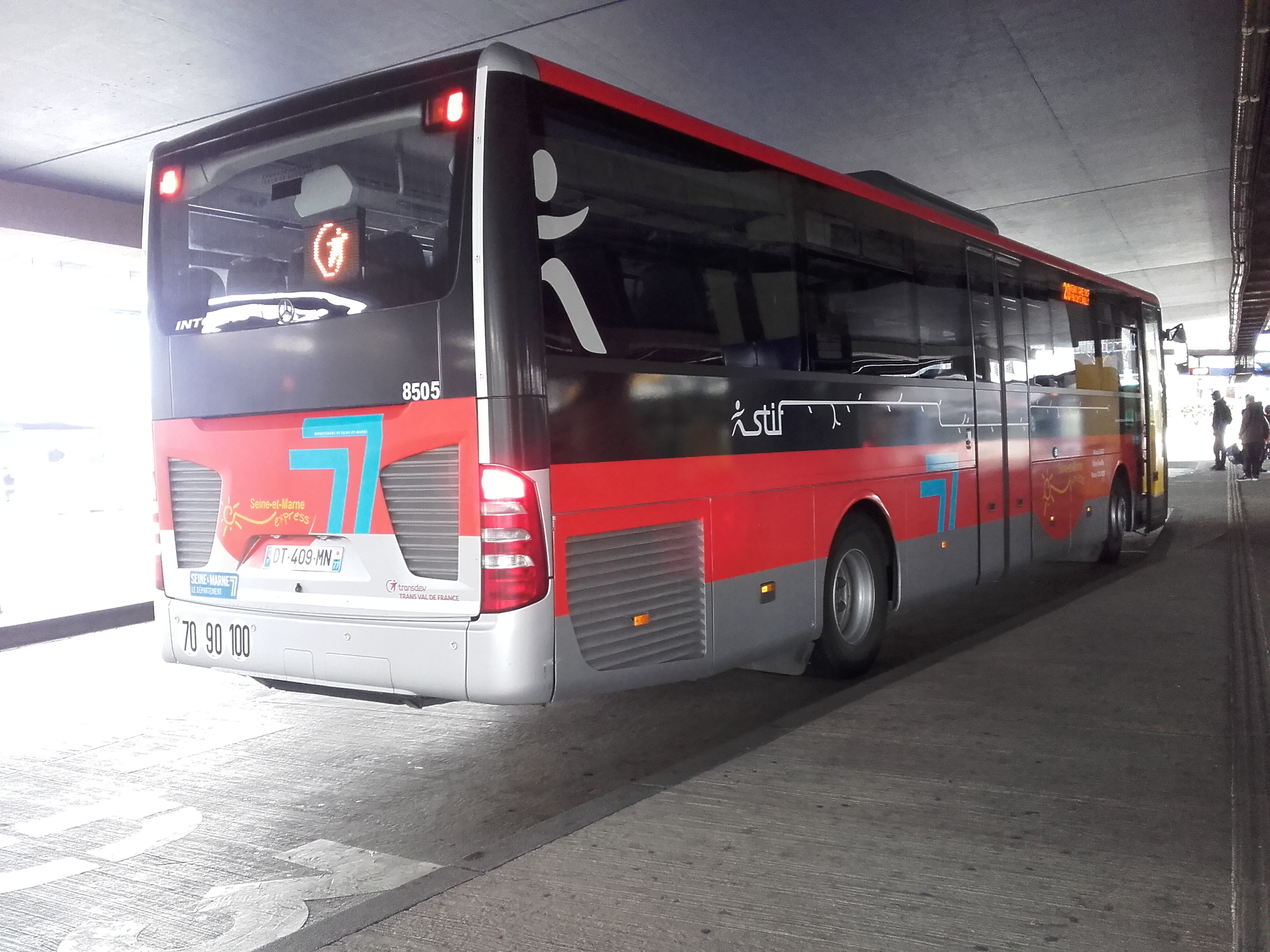
Mercedes Intouro de Transdev TVF à l'aéroport de Roissy - Charles-de-Gaulle.
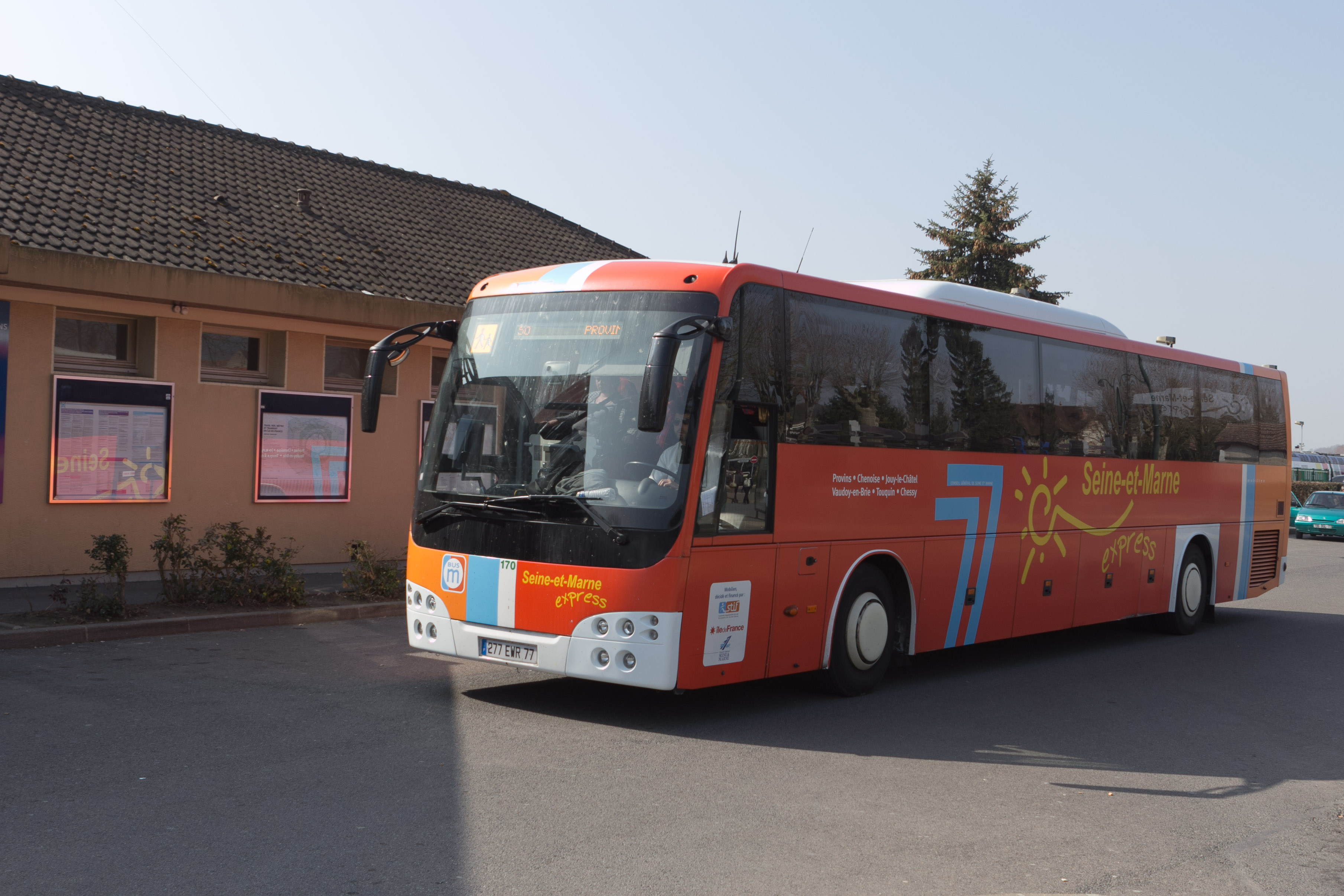
Temsa Safari de ProCars à Provins.

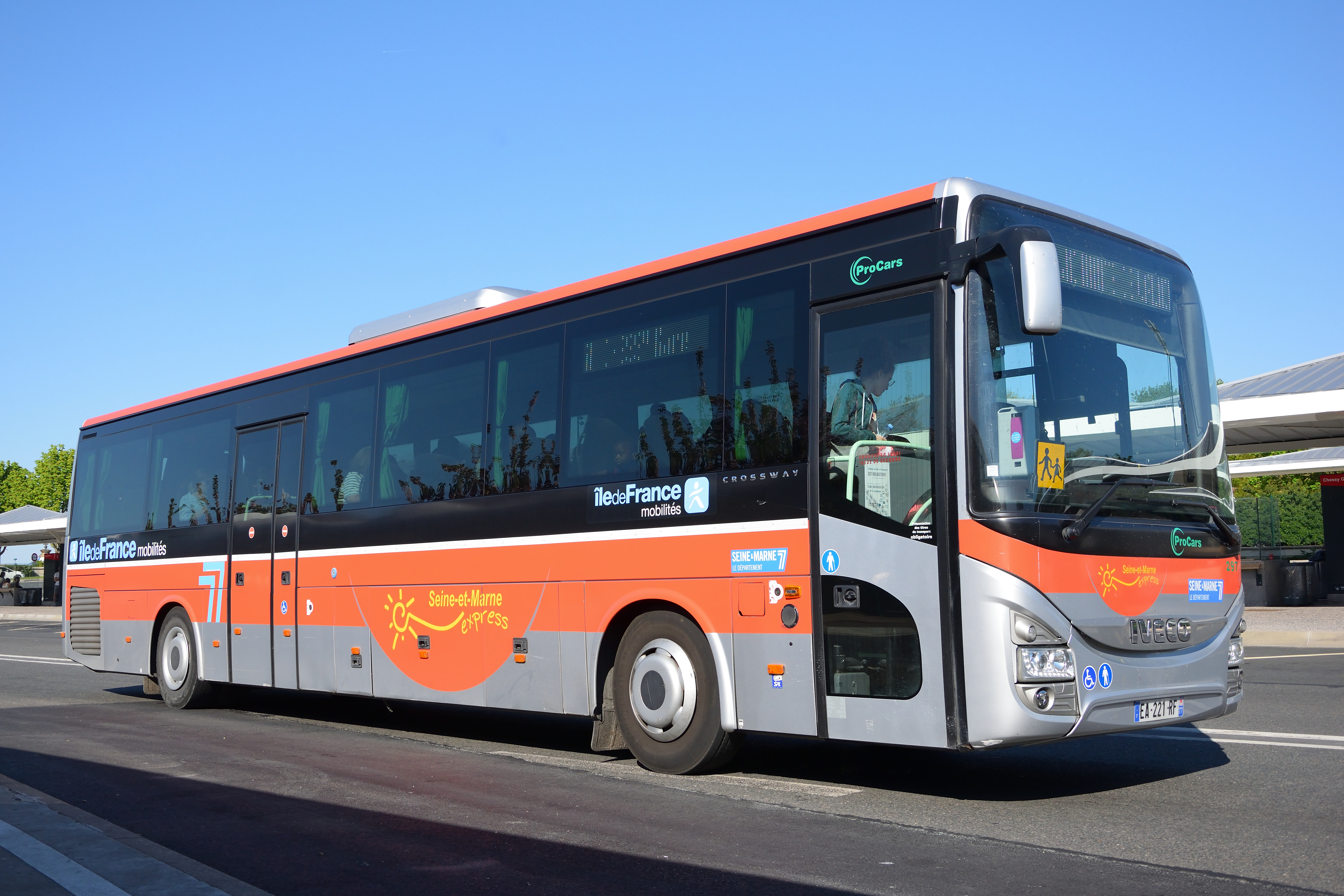
Iveco Crossway Pro de chez ProCars n°297 sur la ligne 50 à Marne-la-Vallée Chessy RER.
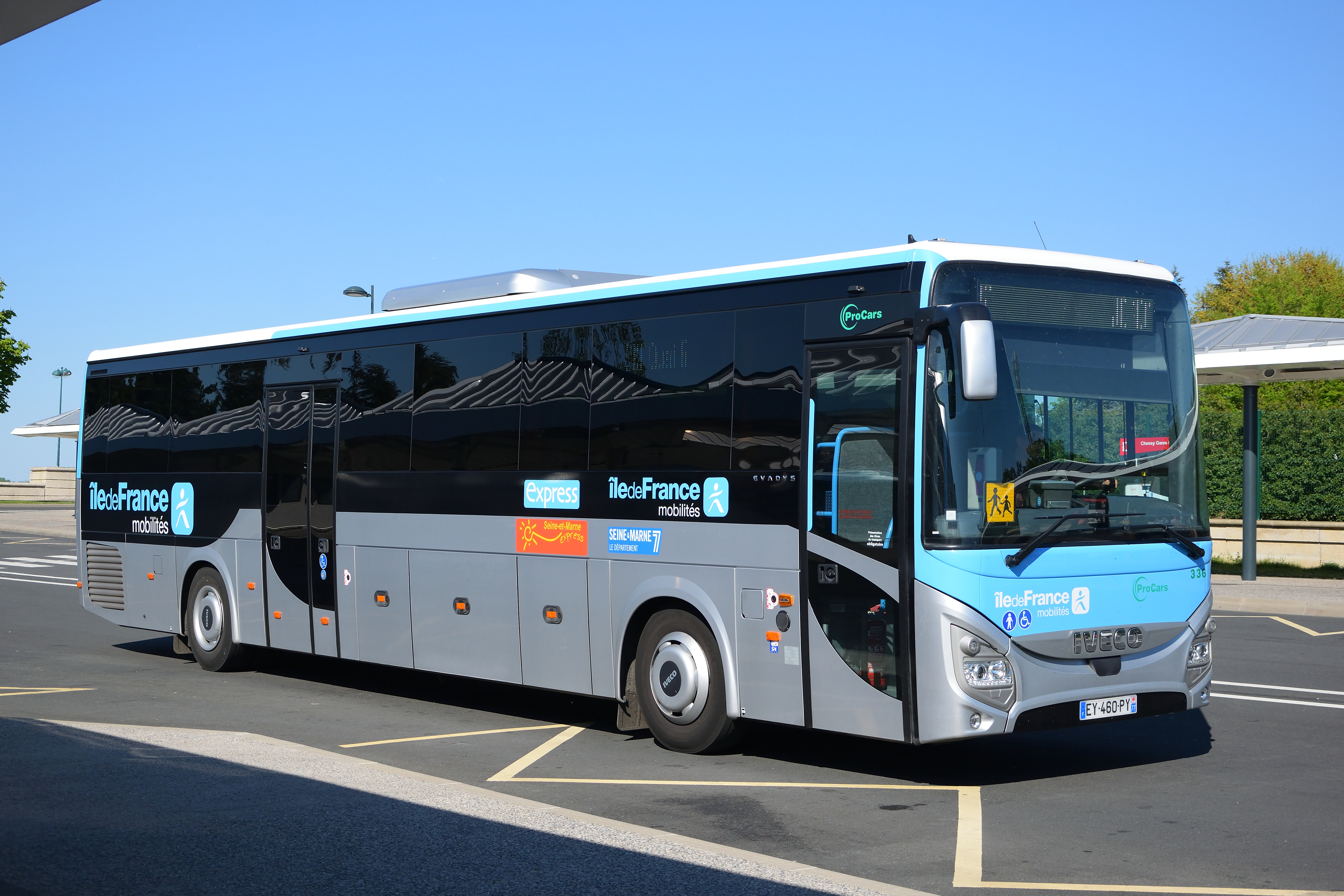
Iveco Evadys de chez ProCars n°336 sur la ligne 50 à Marne-la-Vallée Chessy RER.

## Identité visuelle

Logo de ViaMo Melun, ancien exploitant de la ligne 2.